# Johan Ericsson i Vallsta
Johannes (Johan) Ericsson i riksdagen kallad Ericsson i Vallsta, född 4 juni 1852 i Arbrå, död där 19 juni 1936, var en svensk lantbrukare och politiker (liberal). Son till riksdagsmannen Eric Ersson i Vallsta.
Johan Ericsson, som kom från en bondefamilj, var lantbrukare i Vallsta i Arbrå, där han också var ordförande i kommunalstämman. Han var även vice ordförande i Gävleborgs läns landsting 1916–1922. 
Han var starkt engagerad i nykterhetsrörelsen, och var bland annat Sverigeordförande i Templarorden 1909–1914.
Han var riksdagsledamot i andra kammaren 1897–1917, fram till 1911 för Västra Hälsinglands domsagas valkrets och från 1912 för Hälsinglands norra valkrets. I riksdagen anslöt han sig 1897 till det liberala Folkpartiet, som år 1900 uppgick i Liberala samlingspartiet. I riksdagen var han bland annat ledamot i konstitutionsutskottet 1906–1917, och han engagerade sig bland annat i nykterhetsfrågor och för en grundlagsreform. En av hans riksdagsmotioner ledde till bestämmelsen om att andrakammarvalen skulle förrättas endast under september månad i hela landet, vilket fortfarande är gällande för allmänna riksdagsval i Sverige.